# Torben Steno
Torben Steno (født 1. oktober 1959) er en dansk journalist, foredragsholder, studievært og musiker, der har arbejdet på en lang række tv-stationer.
Var i flere år medvært i DR2's alternative madprogram Hjemmeservice sammen med Mik Schack.
På DR2 kunne man også opleve Torben Steno i det historiske program om DDR DDR2 og viste bl.a. klip fra koldkrigsperioden, som den fremstod på østtysk tv. 
Torben Steno deltager i trio-ensemblet Pligten Kalder sammen med Johan Olsen og Peter Jessen